# 224
224（二百二十四、にひゃくにじゅうよん）は自然数、また整数において、223の次で225の前の数である。

## 性質
- 224は合成数であり、約数は1, 2, 4, 7, 8, 14, 16, 28, 32, 56, 112, 224である。
  - 約数の和は504。
  - 53番目の過剰数である。1つ前は222、次は228。
    - 約数の和を平方した数が自身で割り切れる6番目の数である。1つ前は120、次は234。(オンライン整数列大辞典の数列 A263928)

例．σ(224)2 ÷ 224 = 5042 ÷ 224 = 1134 (ただしσは約数関数)
- 25番目のズッカーマン数である。1つ前は216、次は312。
- 68番目のハーシャッド数である。1つ前は222、次は225。
  - 8を基とする4番目のハーシャッド数である。1つ前は152、次は440。
- 2242 + 1 = 50177 であり、n 2 + 1 が素数になる38番目の数である。1つ前は210、次は230。
- 224 = 23 + 33 + 43 + 53
  - 4連続整数の立方和とみたとき1つ前は100、次は432。
  - 4つの正の数の立方数の和で表せる49番目の数である。1つ前は219、次は226。(オンライン整数列大辞典の数列 A003327)
  - 異なる正の数の4つの立方数の和1通りで表せる5番目の数である。1つ前は217、次は252。(オンライン整数列大辞典の数列 A025408)
- 各位の積が各位の和の2倍になる8番目の数である。1つ前は183、次は242。(オンライン整数列大辞典の数列 A062034)
- 各位の平方和が24になる最小の数である。次は242。(オンライン整数列大辞典の数列 A003132)
  - 各位の平方和が n になる最小の数である。1つ前の23は1233、次の25は5。(オンライン整数列大辞典の数列 A055016)
- 各位の立方和が80になる最小の数である。次は242。(オンライン整数列大辞典の数列 A055012)
  - 各位の立方和が n になる最小の数である。1つ前の79は122233、次の81は333。(オンライン整数列大辞典の数列 A165370)
- 224 = 25 × 7
  - 2つの異なる素因数の積で p 5 × q の形で表せる3番目の数である。1つ前は160、次は352。(オンライン整数列大辞典の数列 A178740)
  - n = 5 のときの 7 × 2n の値とみたとき1つ前は112、次は448。(オンライン整数列大辞典の数列 A005009)
- 224 = 152 − 1
  - n = 2 のときの 15n − 1 の値とみたとき1つ前は14、次は3374。
  - n = 15 のときの n 2 − 1 の値とみたとき1つ前は195、次は255。(オンライン整数列大辞典の数列 A005563)
- 224 = 9 × 52 − 1
  - n = 5 のときの 9n 2 − 1 の値とみたとき1つ前は143、次は323。(オンライン整数列大辞典の数列 A136016)
- 224 = 42 + 82 + 122
  - 3つの平方数の和1通りで表せる73番目の数である。1つ前は212、次は235。(オンライン整数列大辞典の数列 A025321)
  - 異なる3つの平方数の和1通りで表せる69番目の数である。1つ前は219、次は226。(オンライン整数列大辞典の数列 A025339)
- 224 = 23 + 63
  - 2つの正の数の立方数の和で表せる16番目の数である。1つ前は217、次は243。(オンライン整数列大辞典の数列 A003325)
  - 異なる2つの正の数の立方数の和で表せる12番目の数である。1つ前は217、次は243。(オンライン整数列大辞典の数列 A024670)
  - n = 3 のときの 2n + 6n の値とみたとき1つ前は40、次は1312。(オンライン整数列大辞典の数列 A074601)
- 224 = 28 × 8
  - 完全数28の倍数である。1つ前は196、次は252。(オンライン整数列大辞典の数列 A135628)
- 224 = 182 − 100
  - n = 18 のときの n 2 − 100 の値とみたとき1つ前は189、次は261。(オンライン整数列大辞典の数列 A120071)
- 約数の和が224になる数は3個ある。(84, 124, 223) 約数の和3個で表せる7番目の数である。1つ前は90、次は228。
- 各位の和が8になる20番目の数である。1つ前は215、次は233。

## その他 224 に関連すること
- 年始から数えて224日目は8月12日、閏年では8月11日。
- 第224代ローマ教皇はピウス4世（在位：1559年12月25日～1565年12月9日）である。
- 国際電話番号の224は、ギニア。
- アンドロメダ銀河（Andromeda Galaxy, M31, NGC224）は、渦巻銀河。
- ほのか224は、米の品種。
- 224は、PCエンジンの画面の縦解像度で、セガサターンの画面の縦解像度の1つ。
- スチュワート (USS Stewart, DD-224) は、アメリカ海軍の駆逐艦。
- コッド (USS Cod, SS/AGSS/IXSS-224) は、アメリカ海軍の潜水艦。
- UFC 224
- 224 × 10−1 = 22.4 は πe の数字列である。(オンライン整数列大辞典の数列 A059850)